# Лорънс Каплоу
Лорънс Каплоу е американски телевизионен сценарист и продуцент, най-известен с работата си по „Д-р Хаус“. През 2005 г. печели наградата на Гилдията на американските сценаристи в категорията Най-добър сценарий за драматичен сериал за епизода „Autopsy“ от втори сезон на „Д-р Хаус“. Пише и за сериала „Скрити доказателства“.